# 東京大学運動会応援部
東京大学運動会応援部（とうきょうだいがくうんどうかいおうえんぶ）は、東京大学運動会に所属する応援部である。

## 構成
- リーダー
- 吹奏楽団
- チアリーダーズ（愛称は「KRANZ」）

## 歴史

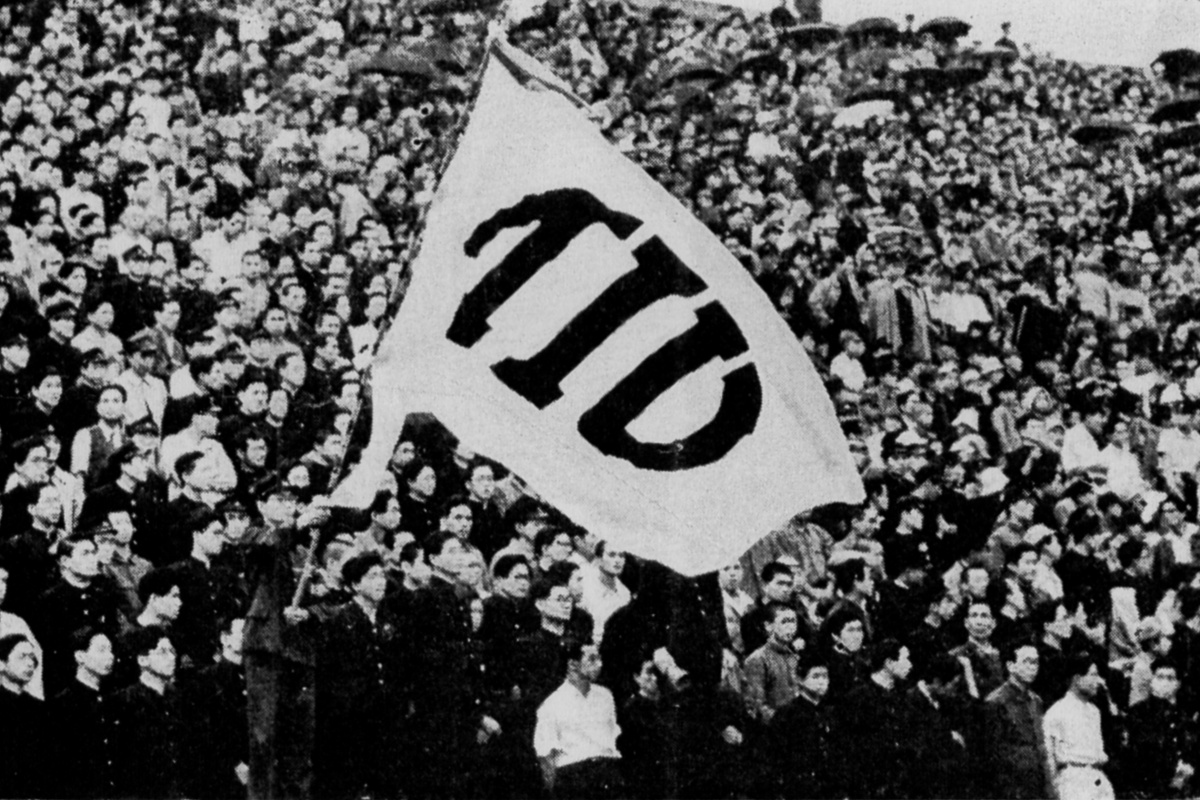
東京帝大の応援旗

- 1946年（昭和21年）　東京六大学野球春季リーグ戦での野球部活躍を受けて野球部ＯＢから旗が寄贈。秋季リーグ戦で披露。
- 1947年（昭和22年）　応援部正式に発足
- 1952年（昭和27年）　吹奏楽団発足
- 1976年（昭和51年）　チアリーダーズ誕生（当時はバトントワラーズ）

この年より淡青祭が始まる。

## 主な活動
- 六旗の下に：東京六大学応援団連盟主催の行事である。東大、早稲田、立教、法政、慶應義塾、明治の応援団・応援部が集い、各大学の応援を披露する。
- 全国七大学応援団・応援部合同演舞演奏会：全国七大学総合体育大会の応援のため集まった各大学応援団・応援部による合同演舞演奏会。
- 淡青祭：毎年11月に行われる東大応援部の部祭として行われるステージ。応援部三パートによる活動としては一年の最後を締めくくるものである。
- 定期演奏会：応援部の一年の活動の中で最後に行われる。吹奏楽団とチアリーダーズによるステージが繰り広げられる。

## その他
- 松島みどりは、「東大を優勝させよう会」会員で、初代東大運動会応援部バトントワラーズ部員であった。
- 東大応援部を取材したものとして、最相葉月著『東京大学応援部物語』（2003年集英社、2007年新潮文庫）がある。

## 主な出身者
- 松島みどり - バトントワラーズ部員
- 日向寺裕芽子 - チアリーダーズ部員